# Ірида

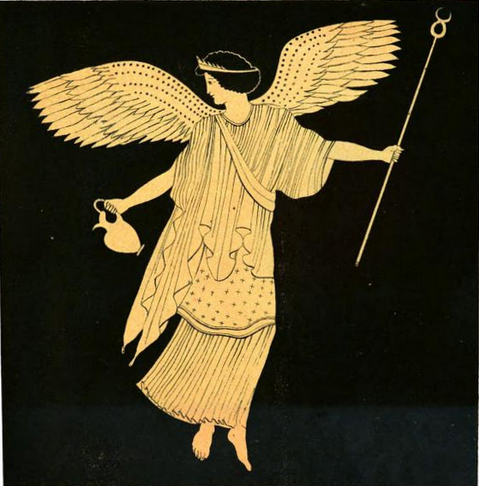
Ірида на ілюстрації XIX ст.

Іри́да (грец. Ίρις, англ. Iris) — початково давньогрецька персоніфікація веселки, пізніше — вісниця олімпійських богів.
У переносному значенні — вісниця.

## Образ і функції
За Гесіодом, Ірида — донька Тавманта й океаніди Електри, сестра гарпій, за яких вона заступилася у їх битві з аргонавтами. Згідно Алкея, була дружиною Зефіра та народила від нього Ероса. Зображували її молодою жінкою з великими райдужними чи золотими крильми, з посудиною води в руці та жезлом.
Ірида уявлялася вісницею олімпійських богів, але на відміну від Гермеса, виконувала накази Зевса й Гери, не виявляючи своєї ініціативи. Так, в «Іліаді» Гомера вона, за велінням Зевса, повідомляє троянцям про атаку ахейского війська. Також їй приписувався супровід душ жінок в аїд, в той час як Гермесу — душ чоловіків.
Тим не менш, іноді Ірида займалася і більш приземленими справами: саме вона доставила на землю зв'язаного її поясом Немейського лева і помістила його в гори поблизу житла людей. Також вона роздавала нектар Зевсу та Гері.

## Вплив
Іменем богині названа квітка ірис — за багатство варіантів її забарвлення, астероїд 7 Ірида, і хімічний елемент Іридій, сполуки якого мають безліч кольорів.

## Галерея

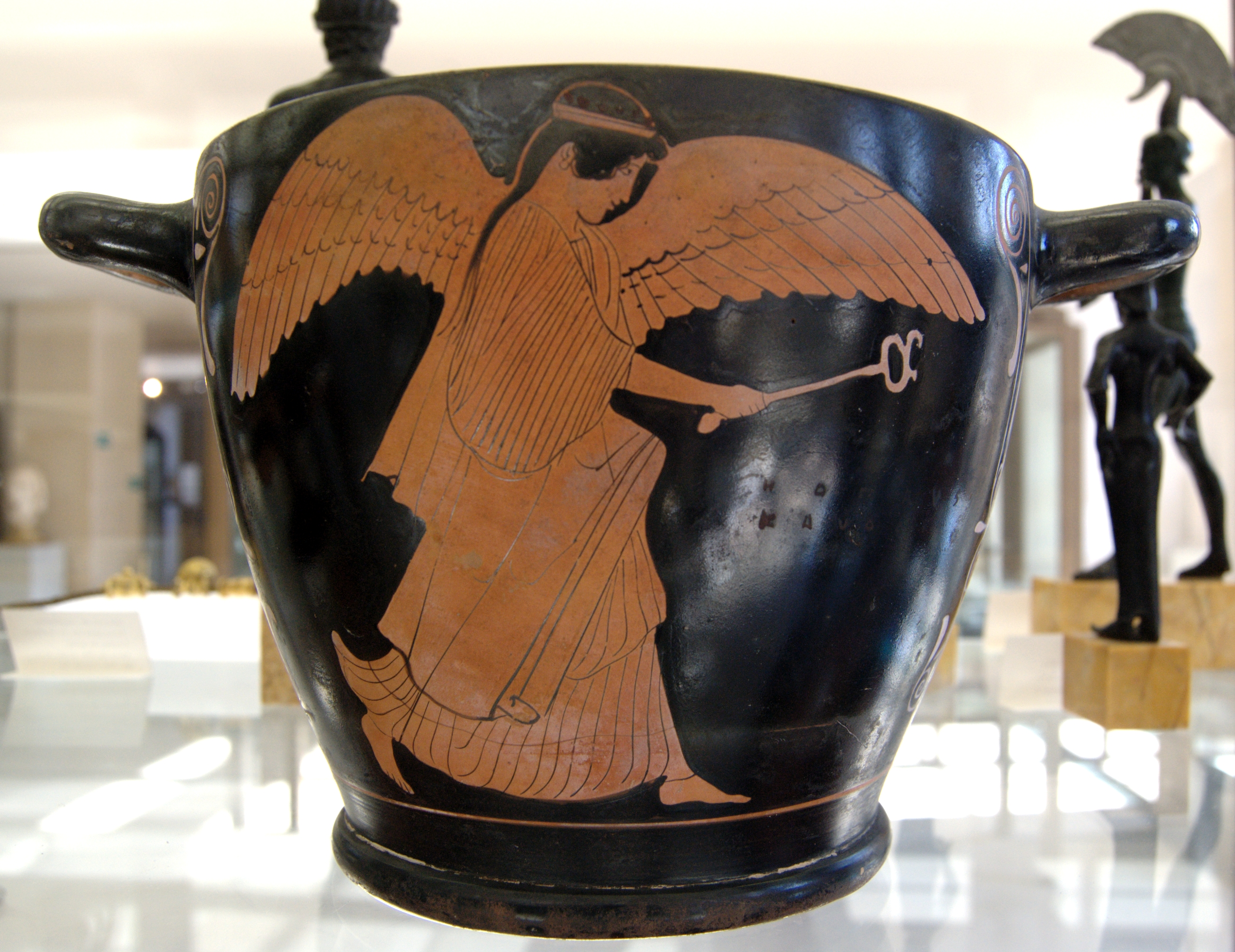
Ірида із кадукеєм, червонофігурний скіфос, Вазописець Пантесілеї, Кабінет медалей
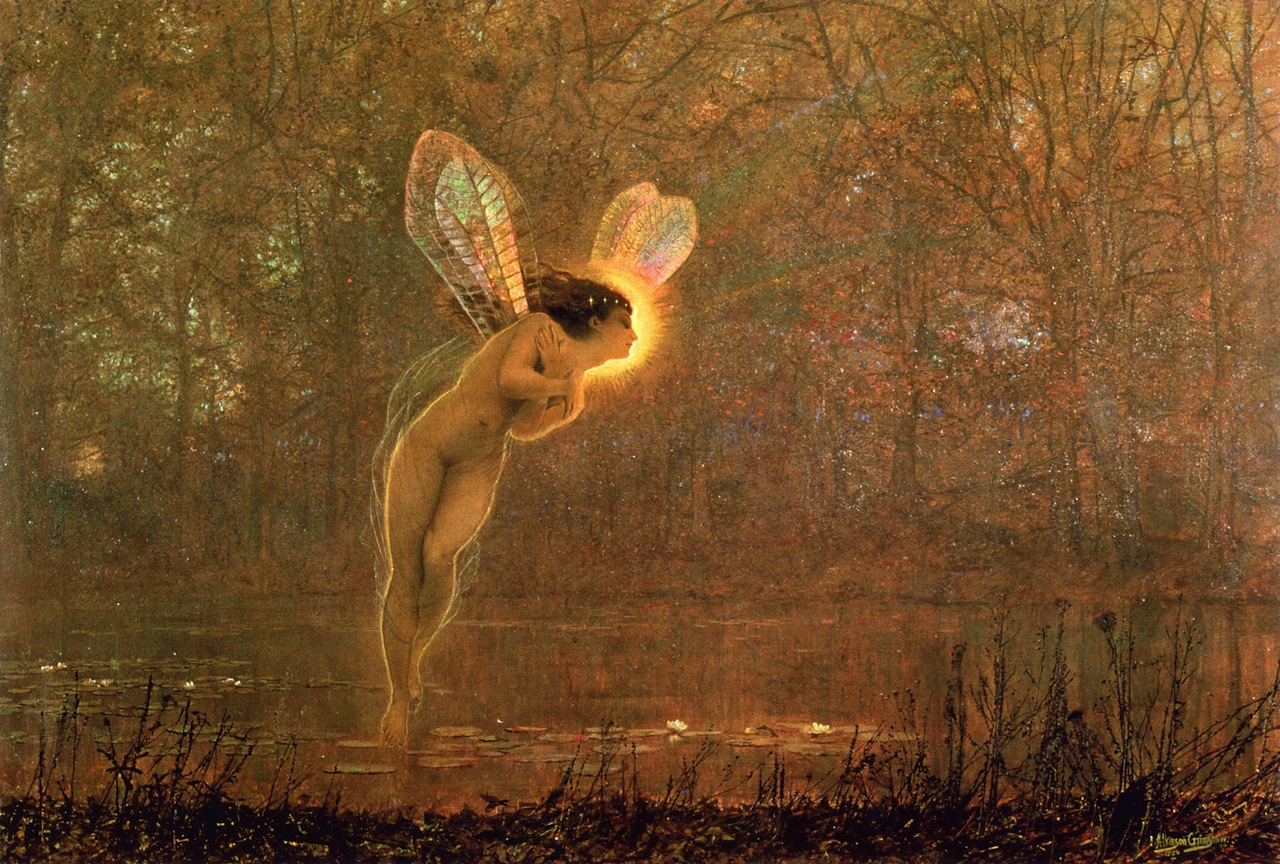
Ірида на картині Джона Аткінсона, 1886 р.
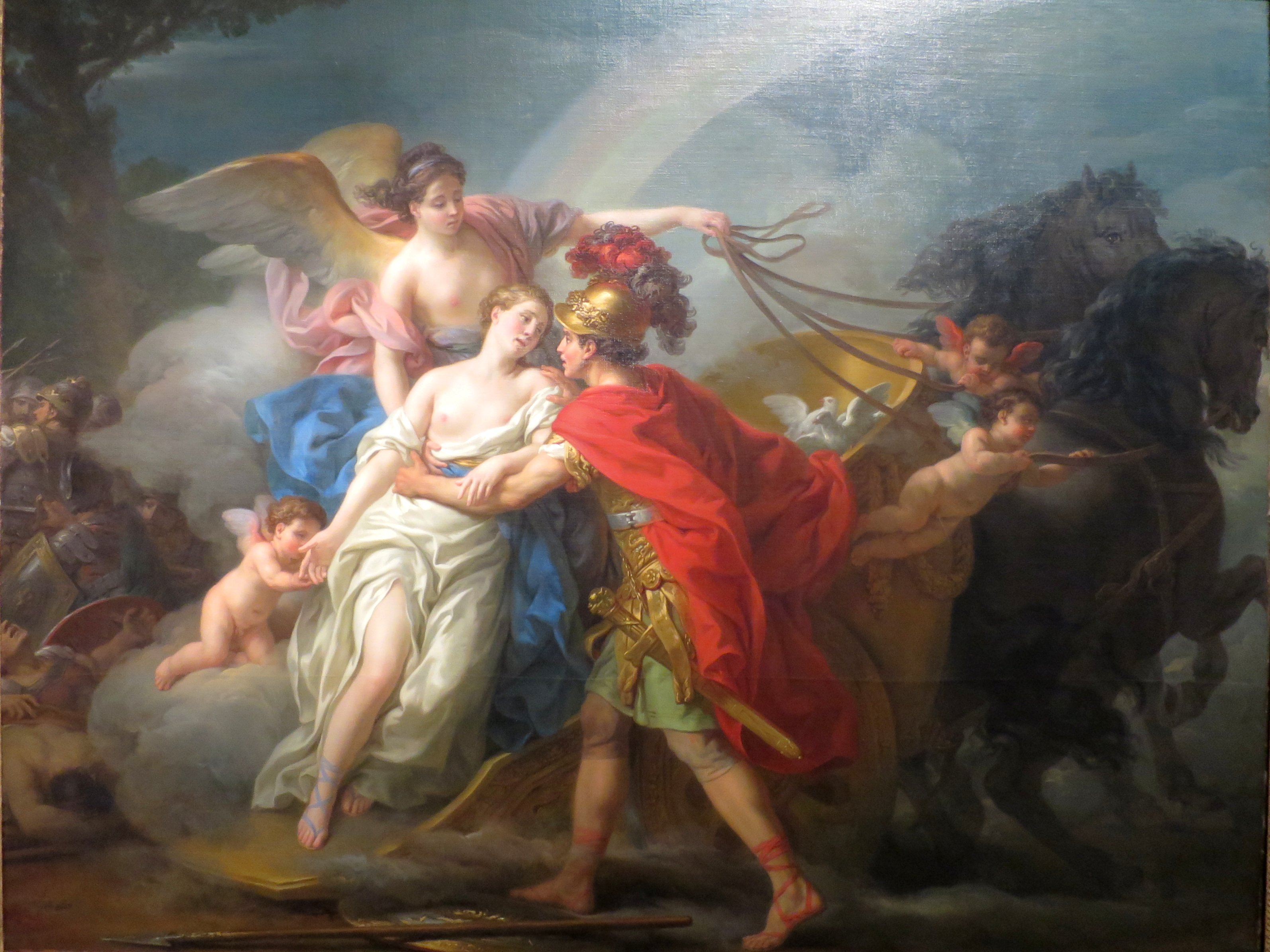
Ірида рятує поранену Діомедом Венеру. Картина Джорджа Гейтера, 1820 р.
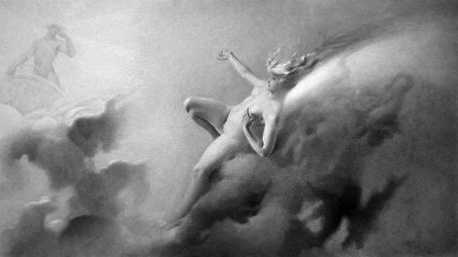
Ірида й Феб, гравюра Луїса Фалеро, 1885